# Abya Yala

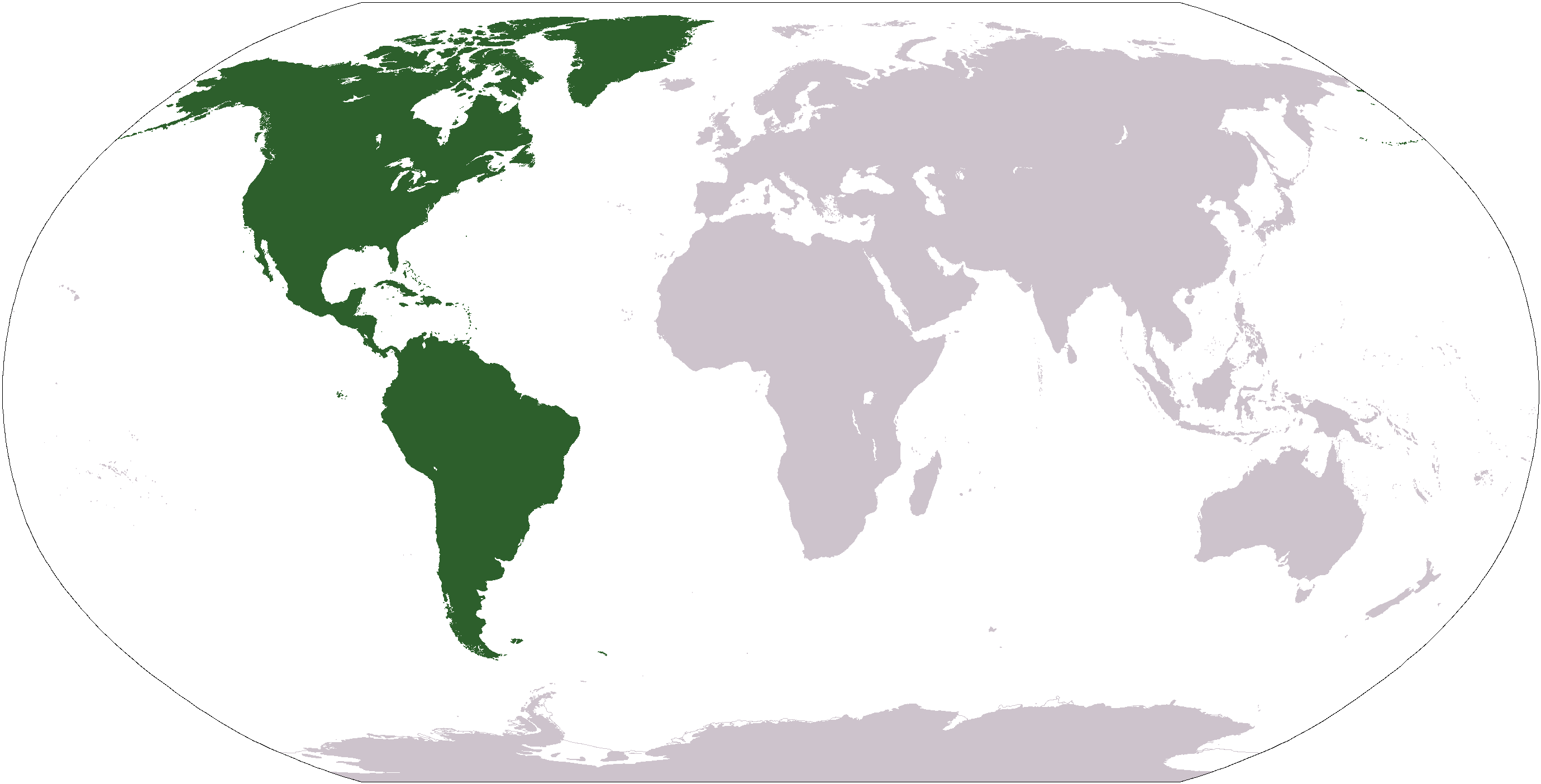
Localització d'Abya Yala o Amèrica en el mapamundi

El terme Abya Yala és la paraula que el poble indígena Kuna (el qual viu en els actuals estats de Panamà i Colòmbia) ha usat tradicionalment per denominar la totalitat del continent americà. Significa "terra en plena maduresa" o "continent de la vida", es podria traduir per "terra de riquesa" o "terra de l'abundor".
El 1992, el líder revolucionari aimara Takir Mamani (també conegut per Constantino Lima), cofundador de l'MRTK (Movimento Revolucionario Tupak Katari) va aconsellar a totes les nacions ameríndies d'usar-lo en els seus escrits i les seves declaracions. Argumentava que "Anomenar les nostres ciutats, pobles i continents amb un nom estranger equival a sotmetre la nostra identitat a la voluntat dels nostres invasors i a la dels seus hereus".
La proposta sembla que ha tingut una bona acollida entre les diverses organitzacions indígenes. El Consell Mundial dels Pobles Indígenes, que es reuneix cada 4 anys des del 1977, va decidir admetre com a nom del continent "Abya Yala" a partir del 1992. S'han fet diverses cimeres usant el nom d'Abya Yala, com ara les II (2004) a IV (2009) Cimeres Continentals de Pobles i Nacionalitats Indígenes de l'Abya Yala, o la Cimera Continental de Comunicació Indígena de l'Abya-Yala (2010).
El 1993, la "Comissió Amèrica i Catalunya 1992" de la Generalitat de Catalunya va publicar una antologia de literatures americanes, principalment cançons, poemes i pregàries, en idiomes indígenes (versions originals i traduïts al català), sota el títol de Abya - Yala.